# Łapanów
Łapanów is een dorp in het Poolse woiwodschap Klein-Polen, in het district Bocheński. De plaats maakt deel uit van de gemeente Łapanów.